# Torneo Omnia Tenis Ciudad Madrid
EL Torneo Omnia Tenis Ciudad Madrid es un torneo profesional de tenis. Pertenece al ATP Challenger Series. Se juega desde el año 2011 sobre superficie de tierra batida, en Madrid, España.

## Palmarés

### Individuales
| Año  | Campeón              | Finalista            | Resultado      |
| ---- | -------------------- | -------------------- | -------------- |
| 2012 | Daniel Gimeno-Traver | Jan-Lennard Struff   | 6–4, 6–2       |
| 2011 | Jérémy Chardy        | Daniel Gimeno-Traver | 6–1, 5–7, 7–63 |

### Dobles
| Año  | Campeones                           | Finalistas                           | Resultado         |
| ---- | ----------------------------------- | ------------------------------------ | ----------------- |
| 2012 | Daniel Gimeno-Traver Iván Navarro   | Colin Ebelthite Jaroslav Pospíšil    | 6–2, 4–6, [10–7]  |
| 2011 | David Marrero Rubén Ramírez Hidalgo | Daniel Gimeno-Traver Morgan Phillips | 6–4, 6–78, [11–9] |